# العربة (مناخة)

تعديل مصدري - تعديل

العربة هي إحدى قرى عزلة الاغمور بمديرية مناخة التابعة لمحافظة صنعاء، بلغ تعداد سكانها 347 نسمة حسب تعداد اليمن لعام 2004.